# Jūrmala
Jūrmala (u prijevodu obala, njem. Riga-Strand, Rigaer Strand (Riška plaža, Rigasche Strand)) je grad u Latviji na obali Riškog zaljeva, smješten 25 kilometara zapadno od glavnog grada Rige. Grad je poznato ljetovalište s 32 kilometra obale uz Baltičko more. Južne granice građa određuje rijeka Lielupe, čime je grad stiješnjen između Baltičkog mora na sjeveru i rijeke Lielupe na jugu. S preko 57.000 stanovnika, koliko ih živi u gradu prema popisu s početka 2016. godine, peti je grad po naseljenosti u Latviji.

## Stanovništvo
1935. godine naselja Riška Jūrmala, Sloka i Ķemeri spojena su u jedinstveno naselje Jūrmalu, koji je nakon ujedinjenja imao 13.700 stanovnika, od čega 86,9% Latvijaca Nakon Drugog svjetskog rata stanovništvo grada je naglo poraslo, te je 1959., kada je Jūrmala dobila gradska prava, grad imao 38.000 stanovnika. To je bilo gotovo trostruko više nego u predratno doba. Tijekom 1970-ih daljnjim useljavanjem grad je imao 53.800, a 1979. 61.000 stanovnika. Nakon obnove Latvijske neovisnosti rodnost je od 1998. godine do 2011. bila u padu, ali je iseljavanje imalo veći udio u smanjenju stanovništva. Nakon 2011. grad bilježi ponovni porast stanovništva, te je s oko 55.000 iste godine broj stanovnika porastao na preko 57.000 prema popisu iz 2016. godine.
| Stanovništvo prema narodnosnom sastavu (2015.) | Stanovništvo prema narodnosnom sastavu (2015.) | Stanovništvo prema narodnosnom sastavu (2015.) | Stanovništvo prema narodnosnom sastavu (2015.) | Stanovništvo prema narodnosnom sastavu (2015.) |
| ---------------------------------------------- | ---------------------------------------------- | ---------------------------------------------- | ---------------------------------------------- | ---------------------------------------------- |
|                                                |                                                |                                                |                                                |                                                |
| Latvijci                                       | Latvijci                                       |                                                | 48,7%                                          | 48,7%                                          |
| Rusi                                           | Rusi                                           |                                                | 36,7%                                          | 36,7%                                          |
| Bjelorusi                                      | Bjelorusi                                      |                                                | 3,6%                                           | 3,6%                                           |
| Ukrajinci                                      | Ukrajinci                                      |                                                | 2,6%                                           | 2,6%                                           |
| Poljaci                                        | Poljaci                                        |                                                | 1,5%                                           | 1,5%                                           |
| Litavci                                        | Litavci                                        |                                                | 1,0%                                           | 1,0%                                           |
| Ostali                                         | Ostali                                         |                                                | 5,8%                                           | 5,8%                                           |
|                                                |                                                |                                                |                                                |                                                |

## Turizam
Zbog 32 kilometra pješčanih obala Baltičkog mora, grad je u povijesti bio poznato ljetovalište. Prvi spomeni ugostiteljstva i stvaranja turističke ponude te oglašavanja gradskih plaža javljaju se krajem 19. stoljeća. Nagli rast popularnosti kao ljetovališta grad doživljava u vrijeme prije Drugog svjetskog rata, čemu svjedoči podatak da je 1940. godine u gradu ostvareno 50.000 noćenja. Nakon rata, postajalo je sve izglednije da će turizam zauzeti važno mjesto u gospodarskom razvoju grada. No sovjetske vlasti su mogućnosti koje grad nudi prepoznali tek početkom 1980-ih, kada se zbog sve većeg i većeg broja dolaska posjetitelja, posebno Rusa, Bjelorusa i Ukrajinaca, grad je trajanje ljetne turističke sezone proširio s mjesec i pol dana na tri mjeseca (lipanj - kolovoz), a poečtkom desetljeća ostvareno je oko 260.000 noćenja. Ali, završetkom 1968. godine Jūrmalu zahvaća tzv. "turistička kriza" koja je trajala sve do 2011. godine, a označavala je nagli pad broja posjetitelja i ostvarenjih noćenja koje je dovelo do prekida građevinskih radova i zapuštanja plaža i odmarališta. Tako je 2006. u gradu ostvareno svega 124.000 noćenja, što je dvostruko manje od podataka iz 1980-ih godina. Pad posjetitelja nastavljen je i početkom 2010-ih, a vrhunac je doživio 2012. kada je u gradu bilo prijavljeno svega 108.000 istvarenih noćenja. Osim broja noćenja, i trajanje noćenja se smanjilo s tjedan dana na svega 3 dana. Krajem 2011. najveći udio u stranim posjetiteljima imali su Rusi (15%), potom Estonci (13%) i Litavci (12%). U gradu su spomenute godine bila prijavljena 44 smještaja, što je bio najniži broj u povijesti ljetovanja u gradu, s ukupno 3.813 kreveta, od kojih je trećina bila za jedno ili dva noćenja (tzv.bed&breakfast) te 223 kamperska mjesta u kampu "Nemo". Popunjenost hotela tijekom 2010. iznosila je niskih 38%, za 6% niže od desetogodišnjeg prosjeka. Sve do kraja 2014., popunjenost u mjesecu srpnju nije prelazila 50%, što je ostavilo velikog novčanog traga u ugostiteljstvu. S druge strane, okolne željezničke pruge imale su porast broja putnika u 2008. godini: sa 6 na 8,6 milijuna putnika.